# Den Tyske Orden
 "Tyske Orden" omdirigeres hertil. For anden betydning, se Tyske Orden (NSDAP).
 Der er for få eller ingen kildehenvisninger i denne artikel, hvilket er et problem. Du kan hjælpe ved at angive troværdige kilder til de påstande, som fremføres i artiklen.

Den Tyske Orden eller Sankt Marias Hospitalsbrødre (latin: Ordo Fratrum Hospitalis Sanctæ Mariæ Teutonicorum in Jerusalem, forkortet Ordo Teutonicus, tysk: Deutscher Orden, Deutschritterorden, Deutschherrenorden eller Kreuzritterorden, engelsk: Teutonic Knights, estisk: Saksa Ordu) var en hospitalsorden, stiftet i 1190. Ordensbrødrene skulle tage sig af pilgrimme og sårede i Det hellige land under korsfarertiden. Den blev snart omdannet til en ridder- og præsteorden (1199), som med tiden fik Østeuropa som sit vigtigste virkefelt. Medlemmerne aflagde ordensløfter.

## Virke i Det hellige Land

### Baggrund
Den Tyske Orden tog sine forbilleder fra disse to ridderordener:
- Tempelridderne: 80 år før Den Tyske Orden blev grundlagt, havde franske riddere i 1118 aflagt løfte til den latinske patriark af Jerusalem om at beskytte pilgrimmenes adkomst fra middelhavskysten til Jerusalem og de omliggende hellige steder. Det var tempelridderne, og deres orden blev godkendt af pave Honorius III. I 1128 fik de deres ordensregler. I anden halvdel af 1100-tallet skal deres medlemstal være vokset til omkring 30.000, og ordenen havde tillagt sig megen rigdom.

- Johanniterordenen blev stadfæstet i 1113 på baggrund af et allerede i Jerusalem eksisterende hospital, ifølge visse kilder grundlagt i 1023. Den kaldes også Hospitalsordenen. Der fandtes allerede et tysk (teutonsk) hospital til pleje af syge tyske pilgrimme i Jerusalem, da byen var hovedstad i korsfarerkongedømmet Jerusalem. Det havde en kirke viet til Jomfru Maria. Dette hospital var underlagt Johanniterordenens stormester. Men i 1187 erobrede muslimernes hærfører Saladin Jerusalem, og Pave Gregor 8. opfordrede til et nyt korstog for at genvinde byen. Kort efter begyndte det tredje korstog.

### Hospitalsordenen oprettes
Købmænd fra Bremen og Lübeck, som deltog i belejringen af Akko i det nordlige Galilæa, tog i 1189 initiativ til oprettelse af en tysk hospitalsorden, som skulle være klar til at overtage driften af Sanctae Mariæ Teutonicorum-hospitalet, efter at korsfarerne havde genindtaget Jerusalem. Ordenen blev oprettet i 1190 uden for Akkos mure.
Efter at Richard Løvehjerte i 1191 generobrede Akko, blev byen hovedstad i korsfarerkongedømmet Jerusalem, og Den Tyske Orden fik hovedsæde der. Det skulle blive langvarigt. Korsfarerne ville sandsynligvis havde formået at generobre Jerusalem, men Richard Løvehjerte – som vidste, at de fleste af dem så hurtigt ville vende tilbage til Europa, og at byen ikke ville kunne modstå fornyede erobringsforsøg – foretrak at slutte fred med Saladin i 1192 og overlade byen i muslimernes hænder mod løfte om, at ubevæbnede kristne pilgrimme skulle få fri adgang til byen og dens hellige steder.
Pave Clemens III gav i 1191 hospitalsordenen en foreløbig pavelig godkendelse. Den Tyske Orden overtog Tempelriddernes grundregler og Johanniternes karitative regler. I 1196 gjorde pave Celestin III godkendelsen endelig. Men allerede to år efter skulle ordenen ændre karakter.

### Hospitalsordenen bliver en militærorden
Flere og flere korsfarere forlod Det hellige Land, og mange af de tilbageblevne tyskere blev grundstammen i Den Tyske Orden. Beslutningen om at omdanne sygeplejeordenen til en militærorden blev taget i 1198. Året efter fik de pavelig godkendelse som ridderorden af Pave Innocens 3. efter forbillede fra tempelridderne og johanniterordenen. De etablerede sig militært flere steder i og omkring Akko. Med støtte fra den tysk-romerske kejser Frederik 2. indløste og overtog de feudalrettighederne til en række små feudalherrer. De overtog og udbyggede Chastiau dou Rei i 1220 og etablerede sig i borgen Judyn og i Montfort-borgen (tysk: Starkenburg, arabisk Qal'at el Qurein) ved Wadi Qarn. Montfort var teutonernes vigtigste befæstning, men den blev indtaget af bibarerne i 1271.
Ordenen organiserede sig territorielt (fra mindste til største enhed) i:
- Kommender (lokale ordenshuse).
- Ballier (provins).
- Lande og til øverste.
- Internationale niveau.

Medlemmerne på de forskellige trin var ledet af henholdsvis en komtur, landkomtur, landmester og stormester.

### Organisering og international vækst
I 1196 havde ordenen alene ordenshuse i Det hellige land, i Akko, Askalon, Rama og Zamsi. I 1197 etablerede de ordenshuse i Barletta og Palermo. Så fulgte den ene grundlæggelse efter den anden: I det tysksprogede område opstod kommenderne i:
- Halle (1200).
- Bolzano (1202).
- Praha (1204).
- Reichenbach i Hessen (1207).
- Nürnberg (1209).
- Aichbach og Regensburg i Bayern (1210).
- Mergentheim (1219).

De etablerede sig desuden i:
- Grækenland (1209).
- Burzenland (Siebenbürgen, 1211).
- Holland (1218).
- Schweiz (1225).
- Frankrig (1228).
- Preussen (1230).
- Livland (1237).
- Øen Mainau i Bodensøen (1270).

### Den kvindelige gren
Ordenen fik i 1299 også en kvindelig gren for nonner, som drev hospitaler (Schwestern vom Deutschen Haus Sankt Mariens in Jerusalem). De åbnede samme år det første hospital i Kunitz ved Bern, og snart kom flere til. I løbet af høj- og senmiddelalderen fik den kvindelige gren huse blandt andet i Sterzing (Sydtyrol), Utrecht, flere steder i Frisland og i Elsass, i Koblenz, Bern, Frankfurt am Main, Sachsenhausen ved Frankfurt, Maastricht, Marburg, Wetzlar, Freiburg im Breisgau, Mühlhausen i Thüringen, Köln, Liège, Bernheim, Eger, Ellingen, Halle an der Saale, Mainz, Marienwerder, Speyer, Weinheim, Wien og Zwätzen.
Omkring år 1300 fandtes henved 300 kommender. Ordenen var repræsenteret fra Sverige i nord til den sydlige Italien. Den havde et kirkeligt privilegium til at forkynde korsfareraflad, hvilket bidrog til ordenens indtægter og formue.

### Den Tyske Orden i Skandinavien
I 1262 oprettede Den Tyske Orden et kommende i Sverige. Hovedsædet lå i Årsta Slot i Södermanland. Derfra drev ordenen handel i hele Sverige og rekrutterede medlemmer. Den Tyske Ordens engagement i Sverige varede til 1467, da den svenske rigsforstander Erik Axelsson købte Årsta og ordenens øvrige gods i landet. Over halvdelen af de svenske besiddelser lå i området Österhaninge og omfattede foruden Årsta også Vendelsö, Sandemar og Gålö.
Fra 1398 til 1408 besad ordenen også øen Gotland i Østersøen.

## I ungarsk tjeneste
Efter det tredje korstog bestemte ordenen sig for at tilbyde sine tjenester til kristne fyrster, som ville bidrage til at udbrede kristendommen i de områder i Østeuropa, der endnu havde hedenske folkeslag. I 1211 tog kong Andreas 2. af Ungarn mod tilbuddet og gav dem området Burzenland i Transsylvanien. Til gengæld forsvarede de kongedømmet Ungarn mod kumanerne. Samtidig skete en systematisk indvandring til dette område af saksere og andre tyskere, og de efterstræbte en større grad af uafhængighed fra Ungarn. I 1224 bad Den Tyske Orden pave Honorius III om at blive stillet direkte under pavelig myndighed i stedet for under Ungarn. Dette fik kong Andreas til at udvise dem i 1225. Dog blev det tilladt andre indvandrere at blive.

## Den tyske ordensstat

### Kristningen af baltere
I Polen inviterede hertug Konrad I af Masovien samme år ordenen til sig for at kæmpe mod den baltiske stamme preusserne. Konrad var ikke hersker over hele Polen, men den klart mægtigste af de forskellige landsdelsfyrster. En anden ridderorden, Sværdbrødreordenen, var allerede aktiv blandt balterne, men de virkede længere mod nord i Baltikum. Denne ridderordenen var oprettet af biskop Albert von Buxhoeven af Livland i 1202 og godkendt af paven to år efter med det formål at bekæmpe de hedenske liver, kurlændinge og estere. Konrad grundlagde også en egen korsfarerorden med tanke på forsvaret mod preusserne, Dobrinerridderordenen efter dens sæde i byen Dobrin. Den hed egentlig "Milites Christi Prucie", men var blot på 15 riddere fra Mecklenburg i Tyskland. Med tiden blev de flere.

### Den Tyske Orden inviteres til Østersøområdet
Den Tyske Ordens fjerde stormester Hermann von Salza regerede fra 1209 til 1239 og kunne i 1225 lægge grunden en egen statsdannelse, da hertug Konrad havde lovet den Kulm-området (Kulmerland) og de områder, som de måtte erobre som modydelse for deres militære indsats mod preusserne. Deres engagement i området var begrundet med, at de baltiske stammer ikke blot havde vægret sig imod at tage imod kristendommen, de dræbte også missionærer og hærgede og brændte munke- og nonneklostre. Ordenens engagement blev efterspurgt af samme grund som i Levanten: defensio Christianitatis, forsvar for kristenheden. Allerede i 1228 havde den etableret sig på borgen Nessau ved Wisła og kort efter på borgen Vogelsang i samme område.
Hermann var klog af skade efter den behandling, som ordenen havde fået fra ungarerne efter deres indsats i Butzenland og fik kejser Frederik 2. til at give ordenen vidtgående fuldmagter (Gullbullen fra Rimini, 1226). Denne bulle gav Den Tyske Orden samme grad af uafhængighed over sine "ordenslande", som rigsfyrsterne i det tysk-romerske kejserdømme nød godt af.

### Korstog mod preussere og litauere
Ridder Hermann Balk blev udnævnt til provinsial for Preussen, og sammen med 28 korsriddere og en hel hær af korsfarere fra Tyskland indledte han to korstog med udgangspunkt i to byer, de grundlagde: Thorn (1231 ved Wisłas bred vis-à-vis borgen Vogelsang og Kulm (1233). Den lille dobrinerordenen blev optaget i Den Tyske Orden i 1235. Nogle af dens riddere fortsatte på egen hånd i endnu 10 år. Korstogene blev til en 25-årig krig og blev fulgt af tysk kolonisering af dele af de områder, som de havde underkastet sig.
I 1234 kom Hermann von Salza til enighed også med den romerske kurie. De områder, som Den Tyske Orden skulle erobre, skulle ikke lægges ind under den tysk-romerske kejsers myndighedsområde, selv om de skulle have status som del af kejserdømmet. Da havde Den Tyske Orden allerede fået fodfæste øst for Wisła, Weichsel.
Korstoget mod preusserne bølgede frem og tilbage, og landet var ikke endeligt erobret og sikret før i 1283. Året efter blev desuden det vestlige Pomesanien erobret ved slaget ved floden Sirgune (tysk: Sorge). Ordenen arbejdede systematisk for en tysk indvandring og for germanisering, og således kom de baltiske preussere efterhånden i mindretal og blev germaniserede.

#### Byer grundlagt eller overtaget af Den Tyske Orden
En række tyske byer blev grundlagt i hele det område, som skulle blive kendt som Preussen. Nedenfor følger en liste over nogle af de vigtigste byer grundlagt af Den Tyske Orden, eller eksisterende byer eller landsbyer, der fik tildelt stadsret af ordenen:
- Thorn (1231).
- Kulm (1233).
- Marienwerder (1233).
- Memel (1252).
- Braunsberg 1254.
- Königsberg (1255)[2].
- Frauenburg (1270).
- Marienburg (1279).

#### Bispedømmer organiserede i Preussen
I 1243 organiserede den pavelige legat Vilhelm af Modena på bud af pave Innocens 4. fire bispedømmer i Den Tyske Ordens sydbaltiske områder: Kulm, Pomesanien, Ermland og Samland. Det skulle imidlertid tage nogle år, før alle bispestolene var besat. Disse bispestole blev i reglen besat af gejstlige tilknyttet Den Tyske Orden.

### Etablering i Livland
I 1237 kom Den Tyske Orden Livlands Sværdbrødreorden til undsætning. Sværdbroderordenen var efterhånden blevet tappet for kræfter og havde lidt nederlag i et vigtigt slag mod litauere og semgallere i 1236 ved Saule. Eftersom ordenen og det katolske Livland svævede i stor fare, gav paven i 1237 sin tilladelse til, at Sværdbrødrene indgik i en føderation med Den Tyske Orden. Snart smeltede de to ordener sammen. Herefter blev Sværdbrødreordenen en gren af Den Tyske Orden under navnet Den Liviske Orden. Dermed sad Den Tyske Orden nu pludselig også midt i Baltikum og kontrollerede Kurland, Semgallen og Livland.

#### Fejlslået korstog mod russerne
Med nye kræfter og ledet af biskop Hermann von Buxhoeven af Dorpat, broder til Albert af Riga, forsøgte Den Tyske Orden og Sværdbroderordenen sammen med danskerne i det nordlige Estland et fremstød mod Novgorod. Den cirka 2.000 mand store styrke blev dog slået tilbage af omkring 6.000 russere under Alexander Nevskij af Novgorod ved slaget på den islagte Peipus-sø (estisk: Peipsi, järv) den 4. april 1242.

#### Livland i udvikling og vækst
Livland og særligt Riga og Dorpat (estisk: Tartu) gennemgik en stærk økonomisk vækst i 1200-tallet, blandt andet på grund af handelen med Novgorod. I 1255 blev bispedømmet Riga ophøjet til ærkebispedømme, noget som også bidrog til at give Livland karakter af et selvstændigt ordensland.

### Ordenens hovedsæde flyttes fra Venezia til Marienburg
I 1309 fik Den Tyske Orden også kontrollen med Pommerellen. Da overførte Den Tyske ordens 15. stormester, Sigfried af Feuchtwangen, ordenens hovedkvarter fra Venezia til Den Tyske Ordens fæstning i Marienburg umiddelbart øst for Pomerellen, og de udbyggede borgen til en mægtig og imponerende fæstning. En vigtig medvirkende årsag til flytningen var, at ordenen havde set, hvordan det var gået med Tempelridderne og derfor så sig tjent med et hovedkvarter langt væk fra de europæiske stormagter og deres intriger.
Antallet af ordensriddere oversteg aldrig 1.000, men hele ordenslandet var militært organiseret, og med den stadige tilgang af nye riddere også fra andre ridderordener var det ikke vanskeligt for Den Tyske Orden at hævde sig over for nabolandene, særligt Litauen, hvis befolkning var nært beslægtet med preusserne og hedenske, som disse havde været.

#### Ekspansion i nord
I 1346 erhvervede Ordenen i nord også Hertugdømmet Estland i den nordlige del Estland fra Danmark, idet kong Valdemar Atterdag var i pengenød. Han solgte Estland efter en estisk folkeopstand, som Den Tyske Ordens liviske gren, Den Liviske Orden, medvirkede til at slå ned.
Under stormesteren Winrich von Kniprode blev teutonerriddernes ordensland udbygget voldsomt. I 1370 vandt ordensridderne under Schindekopf et afgørende slag mod litauerne (under Olgierd og Kejstut) ved Rudau lidt nord for Königsberg i det nordlige Samland. Ordenen begyndte da en planmæssig kolonisering også på landsbyniveau – i alt blev hen ved 1.400 landsbyer grundlagt på kort tid. Flere hansestæder blev også grundlagt, og Hanseforbundet etablerede sig stærkere i området. Snart udviklede der sig en stærk rivalisering mellem Den Tyske Orden og Hansaen.
Litauerne blev kristne få år senere – efter at deres storhertug Jagellon gik over til den katolske tro, da han giftede sig med kongeriget Polens tronarving Jadwiga i 1386. Dermed var det ikke længere nogen hedenske folkegrupper i denne del af Europa, og Den Tyske Orden havde egentlig mistet sin raison d'être i området.

#### Besættelsen af Gotland
Stormester Konrad von Jungingen (1393-1407) fordrev i 1398 de såkaldte vitaliebrødre eller fetaljebrødrene – en fribytterbande, som opererede fra Visby på øen Gotland – og sikrede derved Den Tyske Orden østersøhandelen. Den afsatte svenske konge, Albrecht af Mecklenburg, havde ladet fetaljebrødrene etablere sig på Gotland i 1396, hvorfra de hærgede i hele Østersøområdet. I marts 1398 sendte Den Tyske Orden en stor flåde med 4.000 mand og 400 heste til øen. Den 21. marts gik de i land i Klintehamn, og forsvarerne trak sig tilbage til det vel befæstede Visby. Den 5. april kapitulerede forsvarerne under Sven Sture. Den Tyske Orden efterlod en styrke på 200 mand, og Gotland forblev under deres kontrol frem til april 1408, da dronning Margrete af Danmark-Norge-Sverige købte øen tilbage.

#### Neumark og Samaitia
Under Konrad von Jungingens lederskab blev ordensområdet også udvidet med erhvervelsen af området Neumark i vest i 1402. Ordenen havde fået det som pant af kejser Sigismund; det var det eneste, som lå inden for det tysk-romerske kejserriges grænser.
Desuden lykkedes det Konrad at erobre området Samaitia i 1404. Samaitia lå i øst, mellem det østlige Preussen og det sydlige Livland.

#### Slaget ved Tannenberg og senere tilbagegang
Nogen yderligere ekspansion blev ikke mulig. Dels fordi alle omliggende områder efterhånden var blevet katolske og således ikke med rimelighed kunne være korsfarermål. Dels fordi Polen og Litauen i 1386 indgik en union og blev militært stærkere end ordensridderne og omkransede ordensområderne mod øst, så der ikke var udvidelsesmuligheder. Få år senere slog en polsk-litauisk hærstyrke under ledelse af Ladislaus II konge af Polen og storhertug af Litauen ordensridderne i slaget ved Tannenberg (Grunwald) den 15. juli 1410. Og det så eftertrykkeligt, at de aldrig mere var en trussel mod deres polske og litauiske naboer. Den Tyske Orden mistede 600 riddere i slaget. Ved freden i Thorn i 1411 måtte den afgive Samaitia, og udrede enorme krigserstatninger; deres finanser blev grundigt svækket. For at dække gælden pålagde ordenen sine områder høje skatter og afgifter. Dermed fik den landadelen og byerne imod sig og gav polakkerne gode kort på hånden.
I 1433 blev store dele af Neumark og Pommerellen i Preussen hjemsøgt af plyndrende og myrdende husitter. I Pommerellen gik det særlig ud over området "Schlochauer Land".

### Ordenslandene under øget indre og ydre pres
I 1440 oprettede en række byer og adelsmænd "Det preussiske forbund" rettet mod Den Tyske Orden, og i 1454 gjorde de opstand. De første kampe fandt sted ved Schlochau og Konitz. På grund af Polens indgriben varede krigen i næsten 13 år. I 1455 solgte Den Tyske Orden lenet Neumark som fyrsten af Brandenburg havde pansat til Ordenen i 1402 tilbage til Brandenburgs kurfyrst Frederik 2. af Brandenburg. Ved den anden fredsaftale i Thorn i 1466 måtte Den Tyske Orden afstå Pommerellen, Kulm, Michelau, Marienburg, Pomesanien, Danzig, Elbing og Ermland til den polske krone. Med tabet af Ordenens hovedsæde i Marienburg flyttede stormesteren ordenens hovedsæde til Königsberg.
For at hævde sig mod de stadig stærkere polakker søgte ordenen støtte fra de tyske fyrster. Selve stormesterværdigheden blev overført til en tysk fyrste i 1497.
Livland var ikke berørt af fredsaftalen i Thorn. Men tidligt i 1500-tallet kom også ordenslandet Livland under stærkt pres – ikke fra polakkerne, men fra russerne, som ville sikre sig havne ved den baltiske østersøkyst. Wolter von Plettenberg, Den Tyske Ordens landmester i Livland (1494-1535) formåede at standse russernes første fremstød ved slaget på Smolinasøen i 1502. Til gengæld evnede han ikke at dæmme op for ordensstatens gradvise sammenbrud, som blev forårsaget af interessemodsætninger mellem biskopper, stæder (særlig Riga) og landadelen.

## Reformationen og Den Tyske Orden

### Stormester Albrecht af Brandenburg-Ansbach bliver lutheraner
Fra 1497 var det en tysk fyrste, som havde embedet som stormester for Den Tyske Orden og dermed var herre over det, som blev kaldt Preussen. Men den anden af disse nye stormestre, Albrecht af Brandenburg-Ansbach, udnyttede sit embede (1510-1525) til at omdanne Preussen til et verdsligt fyrstedømme.
Albrecht havde ved sin tiltrædelse nægtet at aflægge troskabseden til den polske konge, som han var skyldig til ifølge fredsaftalen fra Thorn, og gik i krig mod polakkerne i 1519. Krigen kom til en foreløbig afslutning i 1521, da der blev indgået en fireårig våbenstilstandsaftale. Albrecht brugte tiden til på rigsdagen i Nürnberg 1522/23 at skaffe sig allierede i Tyskland.
Mens han var i Nürnberg, blev han vundet for den lutherske reformation ved Andreas Osianders prædikener. I al hemmelighed kontaktede han Martin Luther i juni 1523 og bad om råd om, hvordan han skulle gå frem for at få Preussen over på reformationens side. Han aflagde derfor i september 1523 Luther et hemmeligt besøg i Wittenberg og fulgte hans råd.
Albrecht støttede reformationen ved at indsætte den tidligere franciskanerpater Johannes Briessmann som domprædikant i Königsberg (1523) og Paul Speratus til hofprædikant (1524). Johann Poliander (Gramann) blev sognepræst ved Altständische Kirche i Königsberg (1525). Under beskyttelse af de reformationsvenlige ordensbiskopper Georg von Polentz af Samland og Erhard von Queis af Pomesanien udøvede de tre og deres medhjælpere en hektisk reformatorisk aktivitet.
I april 1525 sluttede Albrecht fred med Polen. Han nedlagde stormesterembedet og trådte ud af Den Tyske Orden, erklærede den for opløst i Preussen, omdannede ordensområderne til et stort hertugdømme som len under Polen og aflagde lenseden for kong Sigismund I. Han gjorde det udvidede Brandenburg (nu kaldet Preussen) til et arvefyrstedømme for sit eget fyrstehus under den polske krones lensoverherredømme. At den polske, katolske konge gik med til det, overraskede hele den katolske verden og særlig de pavelige og kejserlige hoffer.

### Ordenens hovedkvarter flyttes fra Königsberg til Mergentheim
Da Den Tyske Ordens øvrige ledelse blev stillet over for Albrechts apostasi og tabet af ordenslandet, fandt de medlemmer, som befandt sig i de ikke-reformerede områder af Tyskland, i 1526 en ny leder, Walter von Cronberg. Han var stormester til 1543. Kejser Karl 5. godkendte det provisorisk i 1527. I 1529 var omstillingen vedtaget i ordenen, og i 1530 blev den godkendt både af kejseren og af paven ved den pavelige legat ærkebiskop Lorenzo Campeggio.
Walter von Cronberg residerede i Mergentheim i Franken. Efter at Preussen var gået tabt, havde ordenen tolv ballier i det tysk-romerske rige. Men de gik også tabt, den ene efter den anden. Da Nederlandene blev splittet i to i 1579/81, blev den nordlige del calvinistisk. Dermed var den katolske ridderordenens nærvær i de nordlige Nederlandene også forbi. De tolv ballier var:
| - Thüringen - Alden Biesen - Hessen - Sachsen | - Westfalen - Franken - Koblenz - Elsass-Burgund | - An der Etsch und im Gebirge (Tirol) - Utrecht - Lothringen - Østrig |

## Tidstavle
- 1190 Ordenen grundlægges af korsriddere fra Bremen og Lübeck som et hospital i Jerusalem.
- 1198 Orden gøres til en ridderorden.
- 1245 Ordensregler antages efter Johanniterriddernes forbillede.
- 1231 Krig mod de hedenske preussere, et baltisk folk. Tyske Orden grundlægger en stat i Østpreussen.
- 1260 falder Karl Ulfsson, søn af Ulf Fase, i Kurland. Han testamenterer mange gårde i Sverige til Den Tyske Orden, som derved kan oprette et svensk kommende.
- 1291 Efter ordenens ekspansion i Østeuropa flytter ordenens stormester til Marienburg.
- 1200-1300-tallet Ordenen erobrer Preussen, den oprindelige befolkning – preussere – underkues.
- 1308-1467 har Den Tyske Orden sin svenske afdeling i Årsta, syd for Stockholm.
- 1410 Slaget ved Tannenberg – Polen og Litauen besejrer Den Tyske Ordens ridderhær.
- 1466 Polen erobrer Vestpreussen fra Den Tyske Orden. Stormesteren flytter til Königsberg i Østpreussen.
- 1525 Ordensstaten sekulariseres og danner hertugdømmet Preussen, der siden forenes med Brandenburg. De gamle ordensområder udgør Østpreussen.
- 1803 Rigsdagen i Regensburg bekræfter, at Den Tyske Orden er repræsenteret i det tyske rigsfyrsteråd. Beslutningen mister sin betydning, da det Tysk-romerske rige opløses i 1806.
- 1809 Den Tyske Orden opløses i Napoleons Rhinforbund.
- 1834 Den Tyske Orden genetableres i kejserriget Østrig af Frans I.
- 1927 Samtlige lande i Østrig-Ungarns gamle område anerkender Den Tyske Orden som en åndelig orden.
- 1929 Pave Pius XI fastsætter det nye reglement for Den Tyske Orden: Her præciseres dens status som en rent åndelig.
- 1938 Den Tyske Orden opløses i Østrig efter Anschluss.
- 1939 Den Tyske Orden opløses i Tjekkoslovakiet efter den tyske besættelse.
- 1945 Efter krigsafslutningen rekonstrueres Den Tyske Orden som en regulær munkeorden i den Romersk-katolske kirke.

## Ordenens stormestre
| Meister Sibrand 1190 Gerhard 1192 Heinrich 1193/94 Heinrich, preceptor 1196 1.Heinrich Walpot 1198-1200 2.Otto von Kerpen 1200-08 3.Heinrich von Tunna gen. Bart 1208-09 4.Hermann von Salza 1209-39 5.Konrad von Thüringen 1239-40 6.Gerhard von Malberg 1240-44 7.Heinrich von Hohenlohe 1244-49 8.Gunther von Wüllersleben 1249-52 9.Poppo von Osterna 1252-56 10.Anno von Sangershausen 1256-73 11.Hartmann von Heldrungen 1273-82 12.Burchard von Schwanden 1283-90 13.Konrad von Feuchtwangen 1291-96 14.Gottfried von Hohenlohe 1297-1303 15.Siegfried von Feuchtwangen 1303-11 16.Karl von Trier 1311-24 17.Werner von Orseln 1324-30 18.Luther von Braunschweig 1331-35 19.Dietrich von Altenburg 1335-41 20.Ludolf König 1342-45 | 21.Heinrich Dusemer 1345-51 22.Winrich von Kniprode 1352-82 23.Konrad Zöllner von Rotenstein 1382-90 24.Konrad von Wallenrode 1391-93 25.Konrad von Jungingen 1393-1407 26.Ulrich von Jungingen 1407-10 27.Heinrich von Plauen 1410-13 28.Michael Küchmeister 1414-22 29.Paul von Rusdorf 1422-41 30.Konrad von Erlichshausen 1441-49 31.Ludwig von Erlichshausen 1450-67 32.Heinrich Reuß von Plauen 1467-70 33.Heinrich Reffle von Richtenberg 1470-77 34.Martin Truchseß von Wetzhausen 1477-89 35.Johann von Tiefen 1489-97 36.Friedrich von Sachsen 1498-1510 37.Albrecht von Brandenburg-Ansbach 1510-25 38.Walther von Cronberg 1527-43 39.Wolfgang Schutzbar (kaldt Milchling) 1543-66 40.Georg Hund von Wenckheim 1566-72 41.Heinrich von Bobenhausen 1572-90/95 42.Maximilian von Österreich 1590/95-1618 43.Karl von Österreich 1618-24 | 44.Johann E. von Westernach 1625-27 45.Johann Kaspar von Stadion 1627-41 46.Leopold Wilhelm von Österreich 1641-62 47.Karl Josef von Österreich 1662-64 48.Johann Kaspar von Ampringen 1664-84 49.Ludwig Anton von Pfalz-Neuburg 1684-94 50.Franz Ludwig von Pfalz-Neuburg 1694-1732 51.Clemens August von Bayern 1732-61 52.Karl Alexander von Lothringen 1761-80 53.Maximilian Franz von Österreich 1780-1801 54.Karl Ludwig von Österreich 1801-04 55.Anton Victor von Österreich 1804-35 56.Maximilian Joseph von Österreich 1835-63 57.Wilhelm von Österreich 1863-94 58.Eugen von Österreich 1894-1923 59.Bischof Dr. Norbert Klein 1923-33 60.Abt Paul Heider 1933-36 61.Abt Robert Schälzky 1936-48 62.Abt Dr. Martin Tumler 1948-70 63.Abt Ildefons Pauler 1970-88 64.Abt Dr. Arnold Othmar Wieland 1988-2000 65.Abt Dr. Bruno Platter 2000- |